# Miloš Bogunović
Miloš Bogunović, cyr. Милош Богуновић (ur. 10 czerwca 1985 w Zemunie) – serbski piłkarz występujący na pozycji napastnika.